# 山本篤 (総合格闘家)
山本 篤（やまもと あつし、1980年10月2日 - ）は、日本の男性総合格闘家。滋賀県近江八幡市出身。フリーランス。近江高等学校卒業。
バックボーンはレスリングと柔道。過去に山梨学院大学レスリング部の先輩である山本"KID"徳郁主宰のKRAZY BEEに所属していた。なお、KIDと同姓だが血縁関係は無い。

## 来歴
2004年2月6日、パンクラスでプロデビュー。
2004年7月25日、パンクラスのネオブラッド・トーナメント フェザー級（-64kg）決勝で藤本直治と対戦し、判定勝ちを収め優勝を果たした。
2005年3月12日、D.O.Gで戸井田カツヤと対戦し、ドロー。
2005年9月7日、HERO'Sのオープニングファイトで戸井田と再戦し、判定勝ち。
2006年6月6日、PANCRASE 2006 BLOW TOURで行われたフェザー級王者決定トーナメントの1回戦で前田吉朗と対戦し、KO負け。
2006年11月25日、CAGE FORCE 01で田澤聡と対戦し、判定勝ち。
2007年2月17日、初出場となった修斗で水垣偉弥と対戦し、判定勝ちを収めた。
2008年9月23日、DREAM初出場となったDREAM.6で所英男と対戦し、鼻から出血させるなどして判定勝ち。師であるKIDとの対戦を望む所の壁となった。
2009年3月8日、DREAM.7のフェザー級（-63kg）グランプリ1回戦で今成正和と対戦し、判定負けを喫した。
2009年7月13日、K-1初参戦となったK-1 WORLD MAX 2009 FINAL8で渡辺一久と対戦し、1RKO負け。
2009年11月10日、DEEP&CMA大感謝祭!でカン・ギョンホと対戦し、判定勝ちを収めた。
2009年12月19日、DEEP初のケージ大会となったDEEP CAGE IMPACT 2009で宮下トモヤと対戦し、判定勝ちを収めた。
2011年5月29日、DREAM JAPAN GPのバンタム級日本トーナメント1回戦で中村優作と対戦し、TKO勝ち。準決勝では所英男に1-2の判定負けを喫した。
2014年3月30日、PANCRASE 257で清水清隆の持つスーパーフライ級（-57kg）王座に挑戦し、TKO負けを喫し王座獲得に失敗した。
2015年3月5日、所属していたKRAZY BEEを離れてフリーとなり、リングネームも山本あつしに改めた。
2016年2月、リングネームを本名の山本篤に戻した。

## 戦績

### プロ総合格闘技
| 総合格闘技 戦績 | 総合格闘技 戦績 | 総合格闘技 戦績 | 総合格闘技 戦績 | 総合格闘技 戦績 | 総合格闘技 戦績 | 総合格闘技 戦績 |
| --------------- | --------------- | --------------- | --------------- | --------------- | --------------- | --------------- |
| 32 試合         | (T)KO           | 一本            | 判定            | その他          | 引き分け        | 無効試合        |
| 19 勝           | 2               | 2               | 15              | 0               | 1               | 0               |
| 12 敗           | 5               | 1               | 6               | 0               | 1               | 0               |

| 勝敗 | 対戦相手         | 試合結果                            | 大会名                                                                                | 開催年月日     |
| ×    | 小川徹           | 2R 1:16 KO（膝蹴り）                | PANCRASE 290                                                                          | 2017年10月8日  |
| ×    | 翔兵             | 5分3R終了 判定1-2                   | PANCRASE 281                                                                          | 2016年10月2日  |
| ○    | 荻窪祐輔         | 5分3R終了 判定3-0                   | PANCRASE 277                                                                          | 2016年4月24日  |
| ×    | 仙三             | 1R 2:51 チョークスリーパー          | PANCRASE 273                                                                          | 2015年12月13日 |
| ×    | 安永有希         | 5分3R終了 判定1-2                   | PANCRASE 268                                                                          | 2015年7月5日   |
| ○    | 北郷祐介         | 3分3R終了 判定2-1                   | PANCRASE 266                                                                          | 2015年4月26日  |
| ×    | 清水清隆         | 1R 4:54 TKO（サッカーボールキック） | PANCRASE 257 【スーパーフライ級キング・オブ・パンクラス タイトルマッチ】              | 2014年3月30日  |
| ○    | 北方大地         | 5分3R終了 判定3-0                   | PANCRASE 246                                                                          | 2013年3月17日  |
| ○    | 古賀靖隆         | 5分3R終了 判定3-0                   | PANCRASE 2012 PROGRESS TOUR                                                           | 2012年11月10日 |
| ×    | 所英男           | 2R（10分/5分）終了 判定1-2          | DREAM JAPAN GP -2011バンタム級日本トーナメント- 【バンタム級日本トーナメント 準決勝】 | 2011年5月29日  |
| ○    | 中村優作         | 1R 8:43 TKO（パウンド）             | DREAM JAPAN GP -2011バンタム級日本トーナメント- 【バンタム級日本トーナメント 1回戦】  | 2011年5月29日  |
| ○    | 宮下トモヤ       | 5分3R終了 判定3-0                   | DEEP CAGE IMPACT 2009 第1部                                                           | 2009年12月19日 |
| ○    | カン・ギョンホ   | 5分2R終了 判定3-0                   | DEEP&CMA大感謝祭!                                                                     | 2009年11月10日 |
| ×    | 今成正和         | 2R（10分/5分）終了 判定1-2          | DREAM.7 フェザー級グランプリ2009 開幕戦 【フェザー級グランプリ 1回戦】                | 2009年3月8日   |
| ○    | 所英男           | 2R（10分/5分）終了 判定3-0          | DREAM.6 ミドル級グランプリ2008 決勝戦                                                 | 2008年9月23日  |
| ×    | 上田将勝         | 5分3R終了 判定0-3                   | 修斗 BACK TO OUR ROOTS 07                                                             | 2008年1月26日  |
| ○    | 徹肌ィ郎         | 5分3R終了 判定3-0                   | 修斗 BACK TO OUR ROOTS 05                                                             | 2007年9月22日  |
| ×    | 岡嵜康悦         | 5分3R終了 判定0-2                   | 修斗 BACK TO OUR ROOTS 03                                                             | 2007年5月18日  |
| ○    | 水垣偉弥         | 5分3R終了 判定3-0                   | 修斗 BACK TO OUR ROOTS                                                                | 2007年2月17日  |
| ○    | 田澤聡           | 5分2R終了 判定2-0                   | CAGE FORCE 01                                                                         | 2006年11月25日 |
| ○    | 柳澤雅樹         | 5分2R終了 判定3-0                   | PANCRASE 2006 BLOW TOUR                                                               | 2006年10月25日 |
| ×    | 前田吉朗         | 2R 4:36 KO（跳び膝蹴り）            | PANCRASE 2006 BLOW TOUR 【フェザー級王者決定トーナメント 1回戦】                      | 2006年6月6日   |
| ○    | 村田卓実         | 2R 1:37 チョークスリーパー          | PANCRASE 2006 BLOW TOUR                                                               | 2006年4月9日   |
| ×    | キム・ジョンマン | 2R 4:25 TKO（パウンド）             | HERO'S 2005 in SEOUL                                                                  | 2005年11月5日  |
| ○    | 戸井田カツヤ     | 5分2R終了 判定3-0                   | HERO'S 2005 ミドル級世界最強王者決定トーナメント準決勝                                | 2005年9月7日   |
| ○    | のぶゆき         | 1R 3:14 フロントチョーク            | PANCRASE 2005 SPIRAL TOUR                                                             | 2005年7月10日  |
| △    | 戸井田カツヤ     | 5分3R終了 判定0-0                   | D.O.G                                                                                 | 2005年3月12日  |
| ×    | 志田幹           | 2R 4:36 KO（膝蹴り）                | PANCRASE 2004 BRAVE TOUR                                                              | 2004年12月21日 |
| ○    | 藤本直治         | 5分2R終了 判定3-0                   | PANCRASE 2004 BRAVE TOUR 【ネオブラッド・トーナメント フェザー級 決勝】               | 2004年7月25日  |
| ○    | 田上洋平         | 5分2R終了 判定3-0                   | PANCRASE 2004 BRAVE TOUR 【ネオブラッド・トーナメント フェザー級 準決勝】             | 2004年7月25日  |
| ○    | 築城実           | 2R 1:57 TKO（パウンド）             | PANCRASE 2004 BRAVE TOUR 【ネオブラッド・トーナメント フェザー級 1回戦】              | 2004年5月2日   |
| ○    | REIJI            | 5分2R終了 判定3-0                   | PANCRASE 2004 BRAVE TOUR                                                              | 2004年2月6日   |

### アマチュア総合格闘技
| 勝敗 | 対戦相手 | 試合結果           | 大会名                                         | 開催年月日     |
| △    | 佐々木哲 | 5分2R終了 時間切れ | PANCRASE 2003 HYBRID TOUR 【パンクラスゲート】 | 2003年12月21日 |
| △    | 村田卓実 | 5分2R終了 時間切れ | PANCRASE 2003 HYBRID TOUR 【パンクラスゲート】 | 2003年11月30日 |

### キックボクシング
| 勝敗 | 対戦相手 | 試合結果                   | 大会名                                                  | 開催年月日    |
| ×    | 渡辺一久 | 1R 2:40 KO（右ストレート） | K-1 WORLD MAX 2009 World Championship Tournament FINAL8 | 2009年7月13日 |

## 獲得タイトル
- 第5回アマチュアパンクラス・オープン・トーナメント -60kg級 優勝（2003年）
- パンクラス 第10回ネオブラッド・トーナメント フェザー級 優勝（2004年）

## 出演
- パンクラス MMA ドキュメンタリー HYBRID（2013年）